# فلورانس ایوتا
فلورانس ایوتا (انگلیسی: Florence Iweta؛ زادهٔ ۲۹ مارس ۱۹۸۳) بازیکن فوتبال اهل نیجریه است.
وی همچنین در تیم ملی فوتبال زنان نیجریه بازی کرده‌است.